# 張志軍訪臺爭議與衝突
張志軍事件是指中华人民共和国国务院台湾事务办公室主任張志軍在2014年6月25日到28日訪問臺灣並參與第二次王張會期間，所發生及引起的一連串爭議和衝突。

## 來訪第一日
6月25日，有多個團體在桃園機場以各种方式迎接張志軍，其中包括由來自中國大陸嫁到台灣的外籍配偶組成的台灣新住民協會、以及婦聯會、中華愛國同心會等歡迎的團體、也有台灣團結聯盟、台灣社、法輪功、台商自救會等反對團體。雙方除了不時有口語衝突外，也發生了身份不明的黑衣男子拉扯台聯抗議旗幟、甚至毆打台聯成員的肢體衝突。也有一名拿著大面中華民國國旗的榮民被警察帶離現場。
而包含太陽花學運主要成員的各個團體如反黑箱服貿民主陣線、島國前進、民主鬥陣、黑色島國青年陣線等，則在2014年二次王張會的會場「台北諾富特華航桃園機場飯店」外舉辦「拒絕王張會，人民舉紅牌！」活動，提出「要求普遍性探視權」等三大訴求，並反對召開二次王張會，與警方發生多次推擠。但由於早上發生「諾富特破門事件」，部份成員未能參與。
第一晚住宿的淡水福容飯店外，也同樣聚集了數十名支持與反對者，並因為有支持者被潑水而引發鬥毆衝突，而後警方才築成人牆將支持與反對雙方完全隔開，避免進一步衝突。基進側翼成員王奕凱等人則事先進入飯店大廳，仍遭警方以人牆隔開而未能表達訴求。

### 諾富特破門事件
6月25日早上，在張志軍到達台灣前，發生抗議團體住宿於會場所在地飯店，房間遭到破門而入事件。包括賴中強在內的反黑箱服貿民主陣線及民主鬥陣7名成員，為了表達抗議，而在6月24日晚間住宿於台北諾富特華航桃園機場飯店。入宿時飯店要求所有訪客必須出示身分證進行登記，賴中強認為全面盤查身分證侵害人權，予以拒絕，飯店當時仍讓一行人入住。
6月25日早上9點半左右，突然有未清楚表明身份，號稱是客房服務的人員，要求他們全部離開，賴中強等人認為此要求不合理並拒絕後，旅館房間隨即遭到破門而入，而後警方要求，若要離開房間，必須全員一起離開，警方會安排由其他出口離開；或是全部的人繼續待在房間裡，而不能自由進出，賴中強等人因此決定留在房間，而後飯店對該客房斷網路，此外下午也停止包括食物、飲水在內的客房服務，直到二次王張會結束後才恢復。賴中強等7人晚間在警方戒護下離開旅館，與外場的公民團體會合，期間在旅館內約被軟禁9小時。
6月25日下午飯店發表聲明，強調是依飯店入住管理辦法及交通部觀光局《旅館業管理規則》，因房客實際入住人數與飯店登記人數紀錄不符，進行顧客關懷被拒後，才依法通知警方前往勸導，但對於破門而入之事則隻字未提。此外飯店與航警局都表示，破門而入的是飯店安全人員，航警局僅是受理報案前往，而對於可能有情治人員參與此事的傳聞，國安局也予以否認。
事後警政署提供諾富特機場飯店的說法，認為是賴中強等人違反飯店的住宿規定在先，且其於飯店解除契約後仍然拒絕離開，影響其他房客之住宿安全及人身自由。
並還原當天情形如下:
- 該飯店安管室於103年6月25日7時許發現進入647及649號房的5位訪客皆未離開，於安全梯附近到處走動，形跡可疑，有影響其他房客住宿安全之顧慮。
- 飯店總經理及安全主管等人基於其他房客的住宿安全，隨即親自前往了解，但該房內之民眾均拒不開門，飯店因住客拒不開門，恐內部有異常狀況，便商請航警局於1樓執行維安勤務之警員上樓蒐證，飯店工作人員遂強行開門，以瞭解房內狀況，且進入房間人員均係飯店員工，而非警察人員。
- 飯店於103年6月25日10時6分向航警局勤指中心報案，指稱因上述人士違反住宿規定及拒絕出示身分登記，已解除其住宿契約，並要求其離去，但其相應不理，故請航警局派員協助排除。航警局於接獲報案後，即派刑事警察在飯店安全人員陪同下，於103年6月25日11時40分至647及649號房要求賴中強等人退房，賴中強等人一直相應不理。該飯店亦因此以賴中強等人已非房客。而停止其客房服務，並非以斷水、斷糧等手段逼迫其離開，其間亦並未軟禁賴中強等人。[16]

飯店登記入主旅客的法源依據為《旅館業管理規則》第23、27條，當中對於登記每位入住者的規範，是來自警政署《流動人口登記辦法》，《流動人口登記辦法》已在2008年廢除，但根據觀光局說法，警政署希望繼續觀光局保留《旅館業管理規則》中的此項規定，因此並未拿掉，故旅館依法得對未攜帶身分證明文件或拒絕住宿登記而強行住宿者，報請當地警察機關處理或為必要之處理，以確保其他房客之住宿安全及人身自由，不過一般台灣旅館慣例上亦僅會以一名住宿旅客代表登記。
2014年9月24日，賴中強等人於桃園地方法院向警政署航警局長王隆等8名員警提出刑事妨害自由及強制罪自訴，同時向諾富特飯店及其外籍經理提出民事賠償，並要求登報道歉。
2016年4月29日，桃園地方法院民事判決出爐，法院判決諾富特飯店及飯店經理等人應賠償6萬5,500元新臺幣。刑事部分法院認為，刑法無故侵入住宅罪是為保護個人居住場所有不受其他無權者侵入或滯留其內干擾破壞的權利。2016年10月13日桃園地院判決闖入客房的飯店總經理韓耕瑞、副總經理傅大吉，以及總工程師羅健維，觸犯無故侵入他人住宅罪，各處拘役二十天，得易科新台幣兩萬元罰金。另一起控告航警局警員限制行動自由的案件，法院還在審理當中。

## 來訪第二日
6月26日，清晨約5點多，10多名台聯支持者在福容飯店外持鐵鍋和湯瓢不斷巧打，要叫張志軍起床。一早張志軍先拜訪新北市汐止區厚德里社區活動中心，在此雖仍有抗議學生及民眾舉布條抗議，但並未發生衝突。隨後拜訪土城區公共托老中心、前往五股區勞工活動中心與新北市朱立倫市長會面及與中小企業座談，由於五股勞工活動中心前早已架設拒馬，並限制表達訴求區域，抗議及歡迎民眾均無法接近，因此在此亦未發生衝突。下午前往烏來區與泰雅族原住民座談，在此發生「烏來鐵鍊擋車事件」是該日最嚴重的衝突事件。

### 烏來鐵鍊擋車事件
6月26日下午，黑色島國青年陣線成員魏揚、賴品妤、拷秋勤J-Chen等7人，在烏來新烏路10.2K處，在車道拉上鐵鍊封鎖道路，並將鐵鍊纏繞自腰，欲阻張志軍車隊前往。警方隨即斷開鐵鍊、將抗議學生抬離、逮捕，並依公共危險罪移送法辦。。而在場紀錄的新頭殼記者林雨佑，也傳出險遭警方逮捕及嗆聲「有採訪證又怎樣？」。對此，新北市警方27日發表聲明稿，並認為採訪過程也不能妨害公務進行及危害用路人道路安全及阻礙交通，但當事人林雨佑認為與事實有所不符。30日，新北市警察局副局長林聰槐與新頭殼記者林雨佑對質時表示，記者無違法，但卻不斷「跳來跳去、跳來跳去」影響執勤。

## 來訪第三日
6月27日，張志軍一早先前往高鐵板橋站，搭乘高鐵南下高雄。在高鐵左營站，有百餘名支持及反對民眾、團體在車站內外表達意見，並與警方發生拉扯。隨後參訪中都溼地公園、前往漢來巨蛋會館與高雄市長陳菊會面，在高雄巨蛋外，發生了「高雄巨蛋抗議見血事件」。
中午參訪甲仙區小林里、佛光山拜會星雲法師、義守大學學生座談，由於上述地區距離市區較遠，抗議行動相對來說較少。
晚間在國立中山大學西子灣沙灘會館，再次與陸委會主委王郁琦茶敘時，則發生了潑漆事件。

### 高雄巨蛋抗議見血事件
6月27日，在張志軍與陳菊進行會談的高雄巨蛋外，發生反對者疑似因闖越管制線，遭到警方摔傷在地造成額頭受傷流血的情況。對此事件，高雄市長陳菊隨後先在臉書發文道歉、澄清，並主動公開警方值勤影片，之後28日又表示將深入調查，如果員警執法過當將會追究責任。29日，國民黨發言人陳以信召開記者會力挺警察，認為警察是國家公權力象徵，不應被誣衊為國家暴力，並認為市長陳菊不挺警察，還回過頭來要檢討警察的作法令人心寒。高雄市政府新聞局長丁允恭則反批「國民黨把人民都當敵人看待，才讓人寒心」。

### 西子灣潑漆事件
6月27日晚間，陸委會副主委張顯耀比張志軍提早約15分鐘抵達西子灣沙灘會館，見抗議群眾眾多又相近車隊，大罵陸委會同仁，大聲叮嚀要在張志軍下車前做好防線再進去，此時警方動用霹靂小組迅速圍起人牆阻擋媒體拍攝。
張志軍抵達時，抗議民眾向車隊撒丟冥紙，並丟擲裝滿白漆的夾鏈袋，雖未丟到張志軍，座車卻嚴重汙損，多名隨扈、警員被潑滿身，雙方推擠並發生衝突。過程中，有一、兩人因昏倒而送醫。
對於此事，馬英九總統30日暗批高雄市政府選擇一個「後來發生問題的地方」，但總統府隨即澄清地點是由陸委會安排，高雄市長陳菊也反擊，表示市府在事發前就曾多次向陸委會反映該地不利維安，希望更改地點，最後仍尊重陸委會選擇，此說法並獲得了陸委會承認。

## 來訪第四日
6月28日，受到前一日潑漆事件影響，陸委會與國台辦會商後，決定緊急取消搭乘高鐵北上，改直接搭車至台中，也因此取消包括參訪高雄前鎮漁港、台中霧峰林家在內的部份行程，而下午也因為發生「鹿港天后宮流血衝突事件」，取消原定參訪鹿港天后宮的行程，提前抵達機場，並於晚間搭乘原定班機離台。

### 鹿港天后宮流血衝突事件
原為慧聚媽祖回鹿港天后宮谒祖进香活動，但受到前一晚的潑漆事件影響，警方佈署了1,200多名警力在鹿港周邊，並大幅交通管制，現場除抗議民眾外，尚有大量進香客、觀光客。過程中，民進黨籍彰化縣議員梁禎祥兒子梁伯洲，與廟方工作人員發生衝突並被打得頭破血流，廟方也有人掛彩。警方晚間依現行犯將梁伯洲及廟方人員3人移送法辦，檢方複訊後請回。根據雙方證詞，當時廟方要燃放衝天炮，梁伯洲擔心沖天炮炸傷人，上前制止並將沖天炮踢開，卻反而炸傷廟方人員，才會引發這起衝突。

## 餘波
祖國拋棄論
台北市長郝龍斌29日出訪北京並與張志軍會面時，提出「祖國拋棄論」的說法，認為台灣住民從早期荷蘭人統治，到後來甲午戰敗割讓，一直以來有一個「祖國拋棄了我們」的感受，此話一出立即引起台灣政界嘩然。郝龍斌返台後，解釋他是描述甲午戰爭，清廷割讓台灣後，當時台灣民眾對被清廷拋棄的感覺。對此國民黨立委羅淑蕾則認為郝市長誤解了，「清朝不是我們的祖國」「清朝是我們推翻他的，台灣是主權獨立的國家，沒有被拋棄的感覺」。